# Ibrahim Abubakar
Ibrahim Abubakar Aliyu (18 novembre 1994) è un calciatore nigeriano, centrocampista del Nasarawa United.

## Carriera

### Club
Abubakar ha cominciato la carriera con la maglia del Nasarawa United, squadra del suo paese natio. Nel 2015 si è trasferito ai Kano Pillars. Agli inizi del 2016 si è trasferito in Tunisia, per giocare nel Bizertin. Ha debuttato con questa maglia il 14 febbraio, schierato titolare nel successo casalingo per 1-0 sul Kasserine.
A gennaio 2017, Abubakar si è aggregato ai norvegesi del Sarpsborg 08 per sostenere un provino. Non ha firmato alcun contratto con il club. Il 25 febbraio 2017 si è accordato quindi per i successivi tre anni con lo Start, compagine militante in 1. divisjon. L'8 maggio successivo sono state sbrigate alcune formalità burocratiche e Abubakar sarebbe stato così disponibile per i successivi impegni stagionali dello Start.
Ha esordito in squadra in data 13 maggio, subentrando a Dennis Antwi nella vittoria per 1-4 maturata sul campo del Florø: nella stessa sfida, ha trovato una delle reti in favore dello Start. Al termine dell'annata, la squadra ha centrato la promozione in Eliteserien.
Il 12 marzo 2018, Abubakar è passato all'HamKam con la formula del prestito. Il 16 agosto successivo è stato comunicato come il giocatore fosse stato riscattato dall'HamKam.
Il 25 marzo 2019, è stato reso noto il suo passaggio in prestito al Notodden.

### Nazionale
Abubakar ha giocato 5 partite per la Nigeria, con una rete all'attivo. Ha esordito il 4 gennaio 2014, in un'amichevole vinta per 2-1 contro l'Etiopia. È stato successivamente convocato per il campionato delle Nazioni Africane 2014, manifestazione in cui la Nigeria ha chiuso al 3º posto.

## Statistiche

### Presenze e reti nei club
Statistiche aggiornate al 30 aprile 2022.
| Stagione               | Club                   | Campionato             | Campionato | Campionato | Coppe nazionali | Coppe nazionali | Coppe nazionali | Coppe continentali | Coppe continentali | Coppe continentali | Supercoppe | Supercoppe | Supercoppe | Totale | Totale |
| Stagione               | Club                   | Comp                   | Pres       | Reti       | Comp            | Pres            | Reti            | Comp               | Pres               | Reti               | Comp       | Pres       | Reti       | Pres   | Reti   |
| ---------------------- | ---------------------- | ---------------------- | ---------- | ---------- | --------------- | --------------- | --------------- | ------------------ | ------------------ | ------------------ | ---------- | ---------- | ---------- | ------ | ------ |
| 2013                   | Nasarawa United        | PL                     | ?          | ?          | FACup           | ?               | ?               | -                  | -                  | -                  | -          | -          | -          | ?      | ?      |
| 2014                   | Nasarawa United        | PL                     | ?          | ?          | FACup           | ?               | ?               | -                  | -                  | -                  | -          | -          | -          | ?      | ?      |
| Totale Nasarawa United | Totale Nasarawa United | Totale Nasarawa United | ?          | ?          |                 | ?               | ?               |                    | -                  | -                  |            | -          | -          | ?      | ?      |
| 2015                   | Kano Pillars           | PL                     | ?          | ?          | FACup           | ?               | ?               | -                  | -                  | -                  | -          | -          | -          | ?      | ?      |
| gen.-giu. 2016         | Bizertin               | L1                     | 7          | 0          | CT              | ?               | ?               | -                  | -                  | -                  | -          | -          | -          | 7+     | 0+     |
| 2017                   | Start                  | 1D                     | 15         | 4          | CN              | 0               | 0               | -                  | -                  | -                  | -          | -          | -          | 15     | 4      |
| 2018                   | HamKam                 | 1D                     | 28         | 3          | CN              | 3               | 1               | -                  | -                  | -                  | -          | -          | -          | 31     | 4      |
| mar.-lug. 2019         | Notodden               | 1D                     | 13         | 0          | CN              | 2               | 1               | -                  | -                  | -                  | -          | -          | -          | 15     | 1      |
| ago.-dic. 2019         | HamKam                 | 1D                     | 9          | 3          | CN              | -               | -               | -                  | -                  | -                  | -          | -          | -          | 9      | 3      |
| Totale HamKam          | Totale HamKam          | Totale HamKam          | 37         | 6          |                 | 3               | 1               |                    | -                  | -                  |            | -          | -          | 40     | 7      |
| 2020                   | KÍ Klaksvík            | FD                     | 2          | 0          | CF              | 0               | 0               | UCL+UEL            | 0                  | 0                  | -          | -          | -          | 2      | 0      |
| mag.-ago. 2021         | Akwa United            | PL                     | 7+         | 0+         | FACup           | ?               | ?               | -                  | -                  | -                  | -          | -          | -          | 7+     | 0+     |
| dic. 2021-2022         | Wikki Tourists         | PL                     | 19         | 5          | FACup           | ?               | ?               | -                  | -                  | -                  | -          | -          | -          | 19+    | 5+     |
| Totale                 | Totale                 | Totale                 | 100+       | 15+        |                 | 5+              | 2+              |                    | 0                  | 0                  |            | -          | -          | 105+   | 17+    |